# 아마데우스 (영화)
《아마데우스》(영어: Amadeus)는 1984년에 밀로스 포만 감독이 만든 역사 드라마, 전기 영화이다. 피터 섀퍼가 동명의 희곡을 바탕으로 만들었으며, 볼프강 아마데우스 모차르트의 천재적 재능을 시기한 안토니오 살리에리가 모차르트를 죽음에 이르게 했다는 이야기를 담고 있다. 전 세계적으로 흥행에 성공했으며, 아카데미상 최우수 작품상을 수상하는 등 작품성을 인정받기도 했다. 2019년 미국 국립영화등기부에 등재되었다.

## 줄거리
1823년 11월, 빈. 한 노인이 발광하고 자살을 시도하여, 병원에 옮겨졌다. 그는, 옛 궁정 음악가 살리에리. 곧, 병실을 방문한 신부의 앞에서 살리에리의 고백과 회상이 시작된다. 황제 요제프 2세를 수행하는 궁정 음악가라고 하는 영예를 담당한 살리에리. 그러나, 그의 앞에 나타난 젊은 천재 작곡가 볼프강 아마데우스 모차르트의 존재가 그의 운명을 미치게 만든다. 살리에리는 모차르트를 파멸로 몰아넣으려고 대책을 강구하는데….

## 개요
작곡가 모차르트의 화려하고 파란의 생애를 현란한 영상에 음악과 함께 경쟁 음악가 살리에리의 관점에서 그리는 음악 사극 대작이다. 모차르트를 죽음으로 몰아넣었다고 말하는 궁정 음악가의 회상 형식으로 쓰는 전기 영화이다. 모차르트가 실제로 이용한 극장에서 촬영하는 등 의상에서 미술까지 최고의 제작진을 보유하고 18세기 당시의 풍경을 호화 찬란하게 재현하였다. 전편을 수놓은 화려한 음악과 수수께끼 죽음의 진상을 둘러싼 미스터리풍의 드라마이다.

## 각색
밀로스 포만은 자신의 영화 래그타임의 캐스팅 목적으로 런던에 있었다. 역시 그곳에 있었던 에이전트 로베르트 란츠의 연락을 받고 연극 한 편을 관람하였다. 그것이 첫 공개 시사회였는데 러시아와 체코에서 작곡가들 관련 영화가 지루하였다고 느껴 기대하지 않았다. 그런데 휴식 시간에 에이전트에게 제작 의향을 나타냈고 극이 끝나자 극작가 피터 섀퍼를 만나 협조를 부탁하였다.

## 출연
- F. 머리 에이브러햄 - 안토니오 살리에리 역
- 톰 헐스 - 볼프강 아마데우스 모차르트 역
- 엘리자베스 베리지 - 콘스탄체 역
- 사이먼 캘로 - 에마뉴엘 쉬카네더 역
- 로이 도트리스 - 레오폴트 모차르트 역
- 크리스틴 에버솔 - 카테리나 역
- 제프리 존스 - 요제프 2세 역
- 찰스 케이 - 오르시니 백작 역

## 일화
- 모차르트 애호가로 알려진 월터 매소에게 모차르트 역을 맡기는 조건으로 어떤 스튜디오가 자금을 제공하겠다고 알렸다. 모차르트는 35세에 삶을 마감하여, 그는 예순이 넘어 그 역을 연기하기에 너무 나이가 많다는 이유를 들어 포만은 그 제의를 거부하였다. 사실은 살리에리 역을 연기하고 싶었다는 내심도 드러냈다.[4][5]
- 체코슬로바키아는 공산주의 통치하에 있어 비밀경찰이 제작진을 자주 따라다녔다. 포만과 출연진은 7월 4일 공휴일이 아닌데 연주회장에서 미국 국기를 펼치고 대규모 출연진과 미국 국가를 불러 무서웠다고 털어놓았다. 피가로의 결혼 촬영 중에 카메라는 무대 뒤에서 무용수와 청중을 향하고 있었다. 모차르트 대신 사전에 녹음한 미국 국가를 틀어 놓고 400명의 체코인이 서서 미국 국가를 불렀다. 반란을 조장하여 체포될 수 있었다. 영화 촬영하는 6개월 동안 자신들의 호텔 방이 도청당하였을 것이라고 의심하였다.[6]

## 감독판
2002년 베를린 국제 영화제에서 개봉되었다. 극장판에서 존재하지 않는 장면을 추가로 공개하였는데, 케네스 맥밀런이 연기한 미하엘 슐룸베르크가 등장하였고,
제작 과정을 담은 다큐멘터리도 수록되었다.

## 음악
| 오리지널 사운드트랙 (1984) - CD 1 1. 모차르트 - 교향곡 25번 G단조, K. 183; 1악장 2. 페르골레시 - 스타바트 마테르; Quando Corpus Morietur And Amen 웨스트 민스터 성당 합창단 3. 초기 18세기 집시 음악; Bubak And Hungaricus 편곡 - 야로슬라프 크르체크 4. 모차르트 - 관악기를 위한 세레나데 , K. 361; 3악장 5. 모차르트 - 후궁으로부터의 유괴, Turkish Finale 6. 모차르트 - 교향곡 29번 A장조, K. 201; 1악장 7. 모차르트 - 2대의 피아노를 위한 협주곡, K. 365; 3악장 피아노 - 안 케펠레크, 이모젠 쿠퍼 8. 모차르트 - 미사 C단조, K. 427, Kyrie 세인트 마틴 인 더 필즈 합창단 소프라노 - 펠리시티 롯 9. 모차르트 - 신포니아 콘체르탄테, K. 364; 1악장 바이올린 - 처버 에르데이 비올라 - 레본 칠링기리언 | - CD 2 1. 모차르트 - 피아노 협주곡 E플랫 장조, K. 482; 3악장 피아노 - 이반 모라베츠 2. 모차르트 - 피가로의 결혼, 3막, Ecco la Marcia 안토니오 - 윌러드 화이트 알마비바 백작 - 리처드 스틸웰 백작 부인 - 펠리시티 롯 피가로 - 새뮤얼 래미 수산나 - 이저벨 뷰캐넌 3. 모차르트 - 피가로의 결혼, 4막, Ah Tutti Contenti 안토니오 - 윌러드 화이트 바르바리나 - 데보라 리스 바실리오 - 알렉산터 올리버 케루비노 - 안 하우얼스 알마비바 백작 - 리처드 스틸웰 돈 쿠르조 - 로빈 레게이트 바르톨로 박사 - 존 톰린슨 백작 부인 - 펠리시티 롯 피가로 - 새뮤얼 래미 마르첼리나 - 퍼트리샤 페인 4. 모차르트 - 돈 조반니, 2악, Commendatore scene 지휘관 - 존 톰린슨 돈 조반니 - 리처드 스틸웰 레포렐로 - 윌러드 화이트 5. 모차르트 - 차이데; 아리아, Ruhe Sanft 소프라노 - 펠리시티 롯 6. 모차르트 - 레퀴엠, K. 626 Introitus (orchestral introduction) 세인트 마틴 인 더 필즈 합창단 7. 모차르트 - 레퀴엠, K. 626 Dies Irae 세인트 마틴 인 더 필즈 합창단 8. 모차르트 - 레퀴엠, K. 626 Rex Tremendae Majestatis 세인트 마틴 인 더 필즈 합창단 9. 모차르트 - 레퀴엠, K. 626 Confutatis 세인트 마틴 인 더 필즈 합창단 10. 모차르트 - 레퀴엠, K. 626 Lacrymosa 세인트 마틴 인 더 필즈 합창단 11. 모차르트 - 피아노 협주곡 D단조, K. 466; 2악장 피아노 - 이모젠 쿠퍼 |

제작진
- 지휘자 - 네빌 마리너
- 엔지니어[음반] - 대니 코펠슨
- 엔지니어[세션] - 에릭 톰린슨
- 마스터링 - 조지 혼
- 관현악단 - 세인트 마틴 인 더 필즈 아카데미
- 프로듀서[음반] - 존 스트라우스
- 프로듀서[세션] - 에릭 스미스
- 리믹스 - 토드 뵈켈하이드
- 기술자 - 존 마이어

## 한국판 성우진

### MBC (1989년 12월 2일)
- 배한성 - 모차르트(톰 헐스)
- 양지운 - 살리에르(F. 머리 에이브러햄)
- 송도영 - 콘스탄체(엘리자베스 베리지)
- 김용식 - 레오폴드(로이 도트리스)
- 박소현
- 권혁수
- 이인성 外

### KBS (1995년 1월 29일)
- 배한성 - 모차르트(톰 헐스)
- 이완호 - 살리에르(F. 머리 에이브러햄)
- 박상일 - 요제프 2세(제프리 존스)
- 서혜정 - 콘스탄체(엘리자베스 베리지)
- 최흘 - 레오폴트(로이 도트리스)
- 이광자 - 모차르트의 장모(바바라 버레인)
- 남궁윤 - 오르시니-로젠베르크 백작(찰스 케이)
- 유민석 - 폰 슈트라흐 백작(로더릭 쿡) / 콜레르도 대주교(니콜라스 켑로스)
- 김규식 - 고트프리트 판 슈비텐 남작(조나단 무어)
- 김정미 - 카발리에리 부인(크리스틴 에버솔)
- 이종구 - 카펠마이스터 주세페 보노(패트릭 하인즈)
- 장광 - 보글러 신부(리처드 프랭크) / 쉬카네더(사이먼 캘로)
- 김익태 - 살리에르의 집사(빈센트 스키아벨리) / 가발 상인(칼-하인즈 터버)
- 홍승섭 - 살리에르의 하인(필립 렌코스키) / 병원 직원(브라이언 페티퍼)
- 문선희 - 하녀(신시아 닉슨)

## 수상 경력

### 아카데미상
- 수상
  - 작품상
  - 감독상
  - 남우주연상 : F. 머레이 에이브러햄
  - 각색상
  - 미술상
  - 의상상
  - 분장상
  - 녹음상
- 노미네이트
  - 남우주연상 : 톰 헐스
  - 촬영상
  - 편집상